# Chimonobambusa verruculosa
Chimonobambusa verruculosa är en gräsart som först beskrevs av Tong Pei Yi, och fick sitt nu gällande namn av Tai Hui Wen och Dieter Ohrnberger. Chimonobambusa verruculosa ingår i släktet Chimonobambusa och familjen gräs. Inga underarter finns listade i Catalogue of Life.